# Modérateur (nucléaire)
Pour les articles homonymes, voir Modérateur.
 (mars 2021).
Si vous disposez d'ouvrages ou d'articles de référence ou si vous connaissez des sites web de qualité traitant du thème abordé ici, merci de compléter l'article en donnant les références utiles à sa vérifiabilité et en les liant à la section « Notes et références ».
Placé au cœur d'un réacteur nucléaire, le modérateur est la substance qui ralentit les neutrons sans les absorber, permettant ainsi une réaction nucléaire en chaîne efficace. L'élément retenu pour concevoir le modérateur d'un réacteur nucléaire est le plus souvent soit :
- de l'hydrogène : réacteur à eau légère ;
- du deutérium : réacteur à eau lourde ;
- ou du carbone : réacteur au graphite.

Le principe de ralentissement des neutrons est théorisé par le concept de thermalisation des neutrons et est utilisé dans les réacteurs à neutrons thermiques.

## Principe
Le ralentissement des neutrons est obtenu par un choc entre ce neutron et les noyaux d'atomes du modérateur.
Lors de ce choc, une partie de l'énergie du neutron est transmise au noyau, ce qui provoque le ralentissement. Un bon modérateur doit avoir une section efficace à la fois élevée pour les chocs élastiques, mais la plus faible possible pour l'absorption, afin d'éviter la capture neutronique. De plus, le ralentissement sera d'autant plus efficace que le noyau a une masse proche de celle du neutron.[réf. souhaitée]

## Modérateurs de réacteurs
Dans un réacteur à neutrons thermiques, le noyau atomique d'un élément lourd tel que l'uranium absorbe un neutron lent, devient instable, et se scinde (fission nucléaire) en deux nucléides plus légers. La fission du noyau de l'uranium 235 (235U) crée deux produits de fission : de deux à trois neutrons rapides, plus une quantité d'énergie qui se traduit principalement en énergie cinétique des produits de fission. Les neutrons libres sont émis avec une énergie cinétique de l'ordre de 2 MeV chacun. Comme le nombre de neutrons libres issus de la fission est supérieur au nombre de neutrons lents nécessaire pour initier celle-ci, la réaction peut s'auto-entretenir sous certaines conditions (c'est une réaction en chaîne), permettant ainsi de libérer une grande quantité d'énergie.[réf. souhaitée]

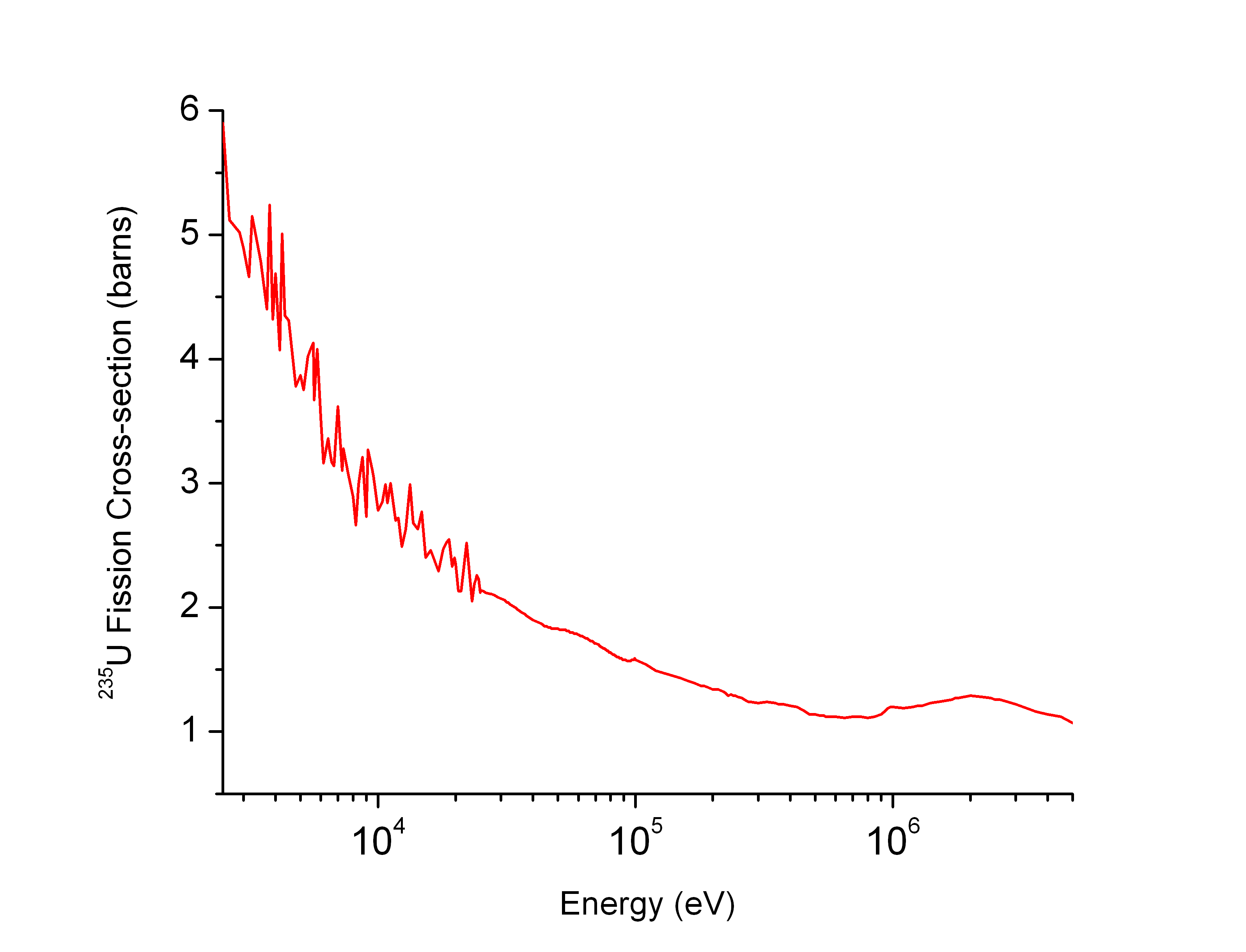
La section efficace, mesurée en barn (unité égale à), est une fonction de l'énergie (fonction d'excitation) du neutron entrant en collision avec un noyau d'^{235}U. La probabilité de fission décroit quand l'énergie (et la vitesse) du neutron augmente. Ceci explique pourquoi la plupart des réacteurs utilisant de l'^{235}U nécessitent un modérateur pour entretenir la réaction en chaîne, et pourquoi la suppression du modérateur peut entraîner l'arrêt du réacteur.

La probabilité d'événements de fission supplémentaires est déterminée par la section efficace, qui dépend de la vitesse (énergie) des neutrons incidents. Dans les réacteurs thermiques, les neutrons de haute énergie (dans la gamme du MeV) ont une probabilité bien moindre (quoique non nulle) de provoquer une autre fission. Les neutrons rapides nouvellement libérés, se déplaçant à environ 10 % de la vitesse de la lumière, doivent être ralentis, ou « modérés », typiquement à des vitesses de quelques kilomètres par seconde, si on veut qu'ils puissent provoquer une fission dans les noyaux d'235U environnants et ainsi entretenir la réaction en chaîne. Cette vitesse se traduit par une température de quelques centaines de degrés Celsius.[réf. souhaitée]
Dans tous les réacteurs modérés, certains neutrons de toutes énergies provoquent une fission, y compris les neutrons rapides. Certains réacteurs sont plus thermalisés que d'autres ; par exemple, dans les réacteurs CANDU presque toutes les réactions de fission sont produites par des neutrons thermiques, alors que dans les réacteurs à eau pressurisée (REP) une proportion considérable des fissions sont produites par des neutrons de plus haute énergie. Dans les réacteurs nucléaires à eau supercritique (RESC), la proportion des fissions dues à des neutrons rapides peut excéder 50 %, ce qui en fait techniquement des réacteurs à neutrons rapides.[réf. souhaitée]
Un réacteur à neutrons rapides n'utilise pas de modérateur, mais repose sur la fission produite par les neutrons rapides non modérés pour entretenir la réaction en chaîne. Dans certains de ces réacteurs, jusqu'à 20 % des fissions peuvent résulter d'une fission par neutrons rapides de l'uranium 238, un isotope qui n'est pas fissile avec les neutrons thermiques.[réf. souhaitée]
Les modérateurs sont utilisés également avec d'autres sources de neutrons, comme le plutonium-béryllium et la spallation.[réf. souhaitée]

## Forme et localisation
La forme et la localisation du modérateur ont une forte influence sur le coût et la sécurité d'un réacteur. Les modérateurs graphite sont classiquement des blocs usinés de graphite de haute pureté,, comportant des conduits d'évacuation de la chaleur. Ils sont placés dans la partie la plus chaude du réacteur, et par conséquent soumis à la corrosion et à l'ablation. Dans certains matériaux, comme le graphite, l'impact des neutrons sur le modérateur peut entraîner l'accumulation de dangereuses quantités d'énergie Wigner. Ce problème fut à l'origine de l'incendie de Windscale dans la première centrale nucléaire britannique en 1957.
Certains modérateurs des réacteurs à lit de boulets sont non seulement simples, mais également peu coûteux ; le combustible nucléaire est enfoui dans des sphères de carbone pyrolytique, approximativement de la taille d'une balle de tennis, les espaces entre les balles servant de conduits. Le réacteur fonctionne au-dessus de la température de recuit, de façon que le graphite n'accumule pas une dangereuse quantité d'énergie de Wigner.
Dans les réacteurs CANDU et REP, le modérateur est de l'eau liquide (eau lourde pour CANDU, eau légère pour REP). En cas de perte totale du refroidissement dans un REP, le modérateur est également perdu et la réaction s'arrête. Ce coefficient modérateur négatif constitue une caractéristique de sécurité importante de ces réacteurs. Dans les réacteurs CANDU, le modérateur est placé dans un circuit séparé à eau lourde, qui entoure les conduits de refroidissement d'eau lourde pressurisée. Cette conception entraîne un coefficient modérateur positif, qui est compensé par la cinématique plus lente des neutrons modérés à l'eau lourde, procurant un niveau de sûreté comparable aux REP.

## Impuretés des modérateurs
Les bons modérateurs sont exempts d'impuretés capables d'absorber les neutrons, comme le bore. Dans les réacteurs nucléaires à eau pressurisée commerciaux, le modérateur contient habituellement du bore dissous. La concentration de bore dans le liquide de refroidissement peut être modifiée par les opérateurs en ajoutant de l'acide borique ou en le diluant avec de l'eau, afin de modifier la puissance du réacteur.[réf. souhaitée]
Le programme nucléaire nazi subit un important revers lorsque les modérateurs en graphite peu coûteux s'avérèrent inefficaces. À cette époque, la plupart des graphites étaient déposés sur des électrodes en bore, et le graphite commercial allemand contenait trop de bore. Ne comprenant pas l'origine du problème, les ingénieurs allemands dûrent mettre en œuvre des modérateurs à eau lourde beaucoup plus coûteux.[réf. souhaitée]

## Modérateurs autre que le graphite
Certains modérateurs sont très onéreux, comme par exemple le béryllium ou l'eau lourde de qualité réacteur. L'eau lourde de qualité réacteur doit être pure à 99,75 % pour permettre les réactions avec l'uranium naturel. Sa préparation est rendue difficile par le fait que l'eau lourde et l'eau légère forment les mêmes liaisons chimiques de façon quasi identique, si ce n'est à des vitesses légèrement différentes.[réf. souhaitée]
Le modérateur à eau légère (essentiellement de l'eau normale très purifiée), beaucoup moins cher, absorbe beaucoup trop de neutrons pour pouvoir être utilisé avec de l'uranium naturel, ce qui nécessite de procéder à un enrichissement de l'uranium ou à un retraitement du combustible nucléaire usé. Ces opérations sont très coûteuses et techniquement complexes. De plus, aussi bien l'enrichissement que certains types de retraitement peuvent produire des matériaux utilisés pour la fabrication d'armes nucléaires, causant des problèmes de prolifération nucléaire. Des procédés de retraitement moins propices à la prolifération sont actuellement en développement.[réf. souhaitée]
Le modérateur des réacteurs CANDU joue également un rôle en matière de sûreté. Un grand réservoir d'eau lourde à basse température et basse pression modère les neutrons et agit comme dissipateur thermique en cas de fuite du réfrigérant. Il est séparé des crayons de combustible nucléaire qui créent la chaleur. L'eau lourde est un ralentisseur (modérateur) des neutrons très efficace, ce qui permet aux réacteurs CANDU de se caractériser par une bonne économie de neutrons.[réf. souhaitée]

## Conception des armes nucléaires
On imaginait initialement qu'une arme nucléaire pourrait consister en une quantité importante de matière fissile modérée par un modérateur de neutrons, de façon similaire à une pile atomique. Seul le projet Manhattan explora l'idée d'une réaction en chaîne de  neutrons rapides dans de l'uranium ou du plutonium métalliques purs. D'autres concepts à modérateur furent également envisagés par les américains, tels que l'usage d'hydrure d'uranium comme matériau fissile,. En 1943, Robert Oppenheimer et Niels Bohr envisagèrent la possibilité d'utiliser une « pile » comme arme. Leur idée était qu'avec un modérateur au graphite il serait possible de provoquer une réaction en chaîne sans devoir effectuer une séparation isotopique. En août 1945, lorsque la nouvelle des bombardements atomiques d'Hiroshima et de Nagasaki fut connue des scientifiques participant au programme nucléaire allemand, Werner Heisenberg émit l'hypothèse que la bombe devait être « semblable à un réacteur nucléaire, les neutrons étant ralentis par de nombreuses collisions avec un modérateur ».
À la suite du succès du projet Manhattan, tous les programmes d'armes nucléaires utilisèrent des neutrons rapides, à l'exception des essais Ruth et Ray de l'opération Upshot-Knothole. L'objectif du Laboratoire national Lawrence-Berkeley (LBNL) était d'explorer la possibilité d'employer une charge de polyéthylène deutéré contenant de l'uranium comme combustible nucléaire, dans l'espoir que le deutérium fusionnerait (deviendrait un medium actif) si compressé de façon appropriée. Dans le cas positif, ce dispositif pourrait également servir de partie primaire compacte contenant une quantité minimale de matière fissile, et suffisamment puissante pour mettre à feu RAMROD, une bombe thermonucléaire conçue par le LBNL. Pour un primaire « hydride », le degré de compression ne serait pas suffisant pour faire fondre le deutérium, mais avec un dopage adéquat la puissance serait considérablement accrue. La charge consistait en un mélange d'hydrure d'uranium(III) (UH3), et de polyéthylène deutéré. Le coeur testé avec Ray utilisait de l'uranium faiblement enrichi en 235U, et dans les deux essais le deutérium servait de modérateur de neutrons. La puissance prédite était de 1,5 à 3 kilotonnes pour Ruth (avec une puissance potentielle maximale de 20 kt) et de 0,5 à 1 kt pour Ray. Les tests produisirent une puissance de 200 t chacun ; les deux tests furent considérés des longs feux,.
Le principal bénéfice d'un modérateur dans les explosifs atomiques est que la quantité de matériau fissile nécessaire pour atteindre la masse critique peut être grandement réduite. Ralentir les neutrons rapides entraîne un accroissement de la section efficace pour la capture neutronique, permettant une réduction de la masse critique. En revanche, alors que se développe la réaction en chaîne, il se produit un échauffement du modérateur, qui perd ainsi sa capacité à refroidir les neutrons.[réf. souhaitée]
Un autre effet de la modération est un accroissement du délai entre les émissions successives de neutrons, qui ralentit d'autant plus la réaction. Ceci rend le confinement de l'explosion problématique ; l'effet d’inertie utilisé dans les bombes à implosion pour améliorer le rendement et/ou diminuer la masse critique n'est pas capable de confiner la réaction. Il peut en résulter un long feu au lieu d'une explosion.[réf. souhaitée]
La puissance explosive d'une explosion totalement modérée est ainsi limitée ; au pire elle peut être égale à la puissance libérée par un explosif chimique de masse similaire. Comme le dit Heisenberg : « On ne peut jamais faire un explosif avec des neutrons lents, même pas avec de l'eau lourde, car alors le ralentissement des neutrons s'accompagne de chaleur, avec pour résultat que la réaction est si lente que l'engin explose trop tôt, avant que la réaction soit complète ».
Bien qu'une bombe atomique à neutrons thermiques soit irréaliste, la conception des armes modernes peut cependant mettre à profit un certain degré de modération. Un réflecteur de neutrons en béryllium se comporte également en modérateur,.

## Matériaux utilisés
- Hydrogène : sous la forme d'eau ordinaire (« eau légère »), dans un réacteur à eau légère, par exemple le REP. C'est le modérateur le plus efficace, la masse du noyau étant très proche de celle du neutron. Cependant, la capture neutronique est assez importante, ce qui conduit à une grande perte de neutrons. D'où la nécessité de l'uranium enrichi pour fonctionner. Les hydrocarbures ne peuvent être utilisés car ils ne sont pas stables chimiquement en température et sous le flux neutronique intense.
  - Il serait possible d’utiliser le composé formé par la réaction chimique de l’uranium métallique et de l’hydrogène (hydrure d'uranium(III)—UH3) comme combustible et modérateur dans un nouveau type de réacteur, le Hydrogen Moderated Self-regulating Nuclear Power Module (en).
  - L’hydrogène est également employé sous la forme de méthane liquide cryogénique et quelquefois d’hydrogène liquide comme source de neutrons froids dans certains réacteurs de recherche : il permet de modifier la distribution des vitesses des neutrons vers des énergies beaucoup plus faibles.
  - L’hydrogène combiné au carbone comme dans la paraffine fut utilisé dans certaines expériences allemandes.
- Deutérium : sous la forme d'eau lourde, dans un réacteur à eau lourde, par exemple le CANDU. Modérateur moins efficace que l'hydrogène, mais la capture neutronique étant plus faible, les réacteurs modérés à l'eau lourde peuvent utiliser de l'uranium naturel. Cependant, l'eau lourde est un composé onéreux.
- Carbone, sous la forme de graphite de qualité réacteur[1] ou de carbone pyrolytique, utilisé par exemple dans les réacteurs RBMK et les réacteurs à lit de boulets, ou en mélange, comme par exemple dans le dioxyde de carbone. Les réacteurs à faible température sont susceptibles d’accumuler de l’énergie de Wigner dans le marériau. Comme les réacteurs modérés au deutérium, certains de ces réacteurs peuvent utiliser de l’uranium naturel enrichi.
  - Le graphite est chauffé délibérément à une température supérieure à 2000 K dans certains réacteurs de recherche pour produire une source de neutrons de haute énergie en modifiant la distribution des vitesses de ceux-ci.
- Béryllium, sous forme métallique. Le béryllium étant cher et toxique, son usage est limité.
- Lithium-7, sous la forme de fluorure de lithium, typiquement en combinaison avec le fluorure de béryllium (BeF2). C’est le type de modérateur le plus répandu dans les réacteurs à sels fondus.

Les autres matériaux à noyau léger ne sont pas adaptés pour diverses raisons. L’hélium est un gaz et requiert une mise en œuvre particulière pour atteindre une densité suffisante ; le lithium-6 et le bore-10 absorbent les neutrons.